# Zimirina deserticola
Espèce
Zimirina deserticola est une espèce d'araignées aranéomorphes de la famille des Prodidomidae.

## Distribution
Cette espèce est endémique de la wilaya de Biskra en Algérie,. Elle se rencontre vers Biskra.

## Description
Le mâle holotype mesure 2,2 mm.

## Systématique et taxinomie
Cette espèce a été décrite par Dalmas en 1919.

## Étymologie
Son nom d'espèce lui a été donné en référence au lieu de sa découverte, le desert.

## Publication originale
- Dalmas, 1919 : « Synopsis des araignées de la famille des Prodidomidae. » Annales de la Société Entomologique de France, vol. 87, p. 290-340 (texte intégral).